# 乙基环己烷
乙基环己烷是一种有机化合物，化学式为C8H16。它可由乙苯或苯乙烯在钌基催化剂催化下氢化得到。
它和亚硝基(五甲基环戊二烯基)(新戊基)(η3-烯丙苯基)钨反应，可以得到氢化(亚硝基)(五甲基环戊二烯基)(η3-苯乙烯基)钨。